# 比爾森城縣

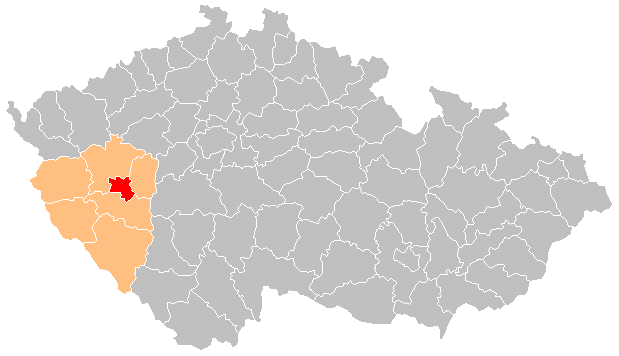

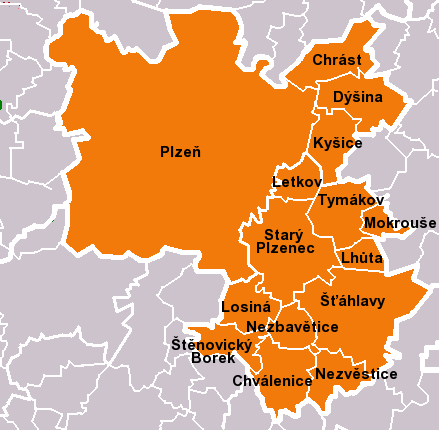

49°44′51″N 13°22′39″E / 49.74750°N 13.37750°E
比爾森城縣（捷克語：Okres Plzeň-město），是捷克的縣份，位於該國西部，由比爾森州負責管轄，首府設於比爾森，面積261平方公里，2007年人口181,634，人口密度每平方公里695人。